# Renvoi d'eau

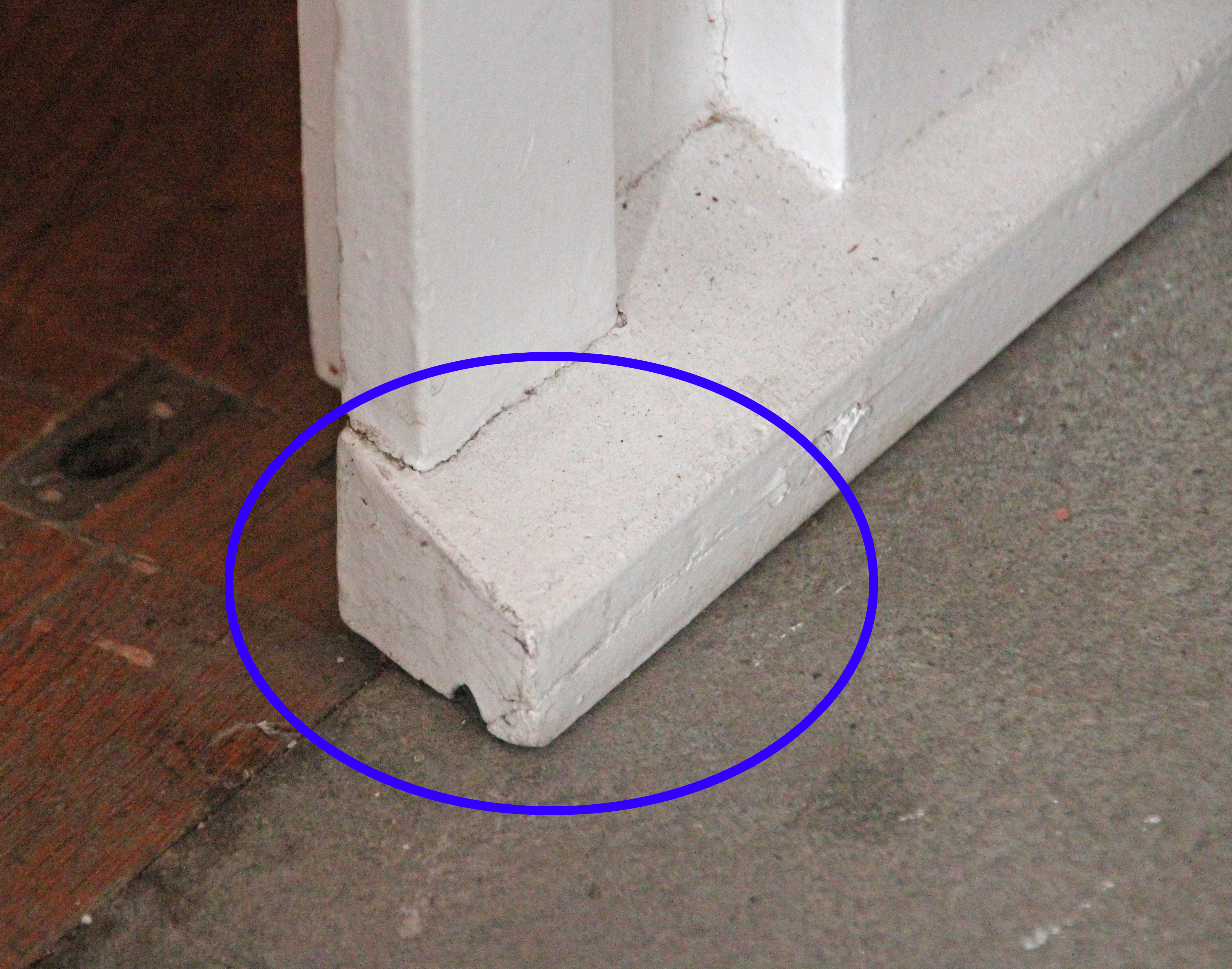
Renvoi d'eau d'une porte de balcon.

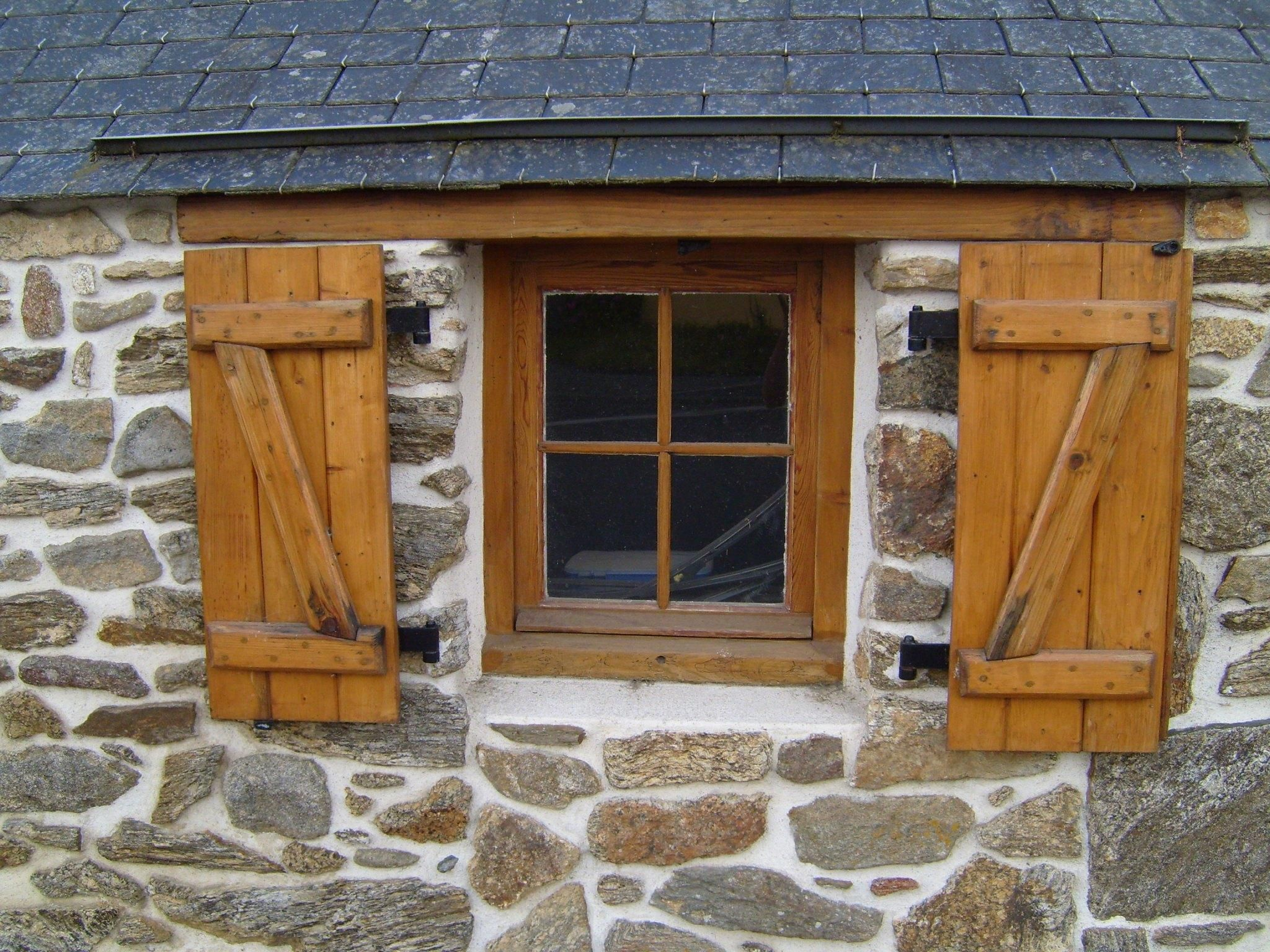
Fenêtre en bois avec renvoi d'eau sur la partie inférieure.

Le renvoi d'eau est la partie inférieure horizontale des battants de fenêtres et des portes. La fonction du renvoi d'eau est de permettre à l'eau de pluie de s'écouler vers l’extérieur et d'empêcher la pénétration de l'eau dans le joint du cadre de fenêtre,. Le renvoi d'eau prend généralement la forme d'un trapèze orienté vers l’extérieur avec un larmier ou goutte pendante.